# 香取大門レトロ商店街
香取大門レトロ商店街（かとりだいもんレトロしょうてんがい）は東京都江東区亀戸にある商店街。亀戸香取勝運商店街ともいう。

## 概要
江東区で最も古い歴史を持つ商店街で、明治のころから香取神社の参道として発展してきた。「昭和30年代」をキーワードとした観光レトロ商店街を目指し、2011年3月にリニューアル・オープンした。

## 交通
- JR総武線・東武亀戸線 亀戸駅北口（アトレ口）から徒歩約7分。